# Grecs a la Crimea preromana

Colònies gregues a la península de Crimea,

Les polis gregues van començar a establir colònies al llarg de la costa de la mar Negra de Crimea entre els segles vii i vi aC. Es van establir diverses colònies a la rodalia de l'estret de Kertx, llavors conegut com a «Bòsfor Cimmèric». La densitat de colònies al voltant del Bòsfor Cimmèric era poc habitual per a la colonització grega i reflectia la importància de la regió. La majoria d'aquestes colònies van ser establertes per jonis des de la ciutat de Milet, Anatòlia.
A mitjans del segle i aC, el Regne del Bòsfor es va convertir en un estat client de la República Romana tardana, entrant a l'era de la Crimea romana durant l'Imperi Romà.

## Etimologia
Tàurica, Quersonès Tàuric i Tàurida van ser noms que va rebre la península de Crimea des de l'antiguitat clàssica i fins a l'Edat moderna. Els grecs van nomenar la regió pels seus habitants, els taures (Ταυρικὴ Χερσόνησος, Taurikē Khersonesos; o Χερσόνησος Ταυρική, Khersonesos Taurikē, «península Táurica») («khersonesos» significa literalment «península»).
Chersonesus Taurica és la versió llatina del nom grec.

## Colònies gregues

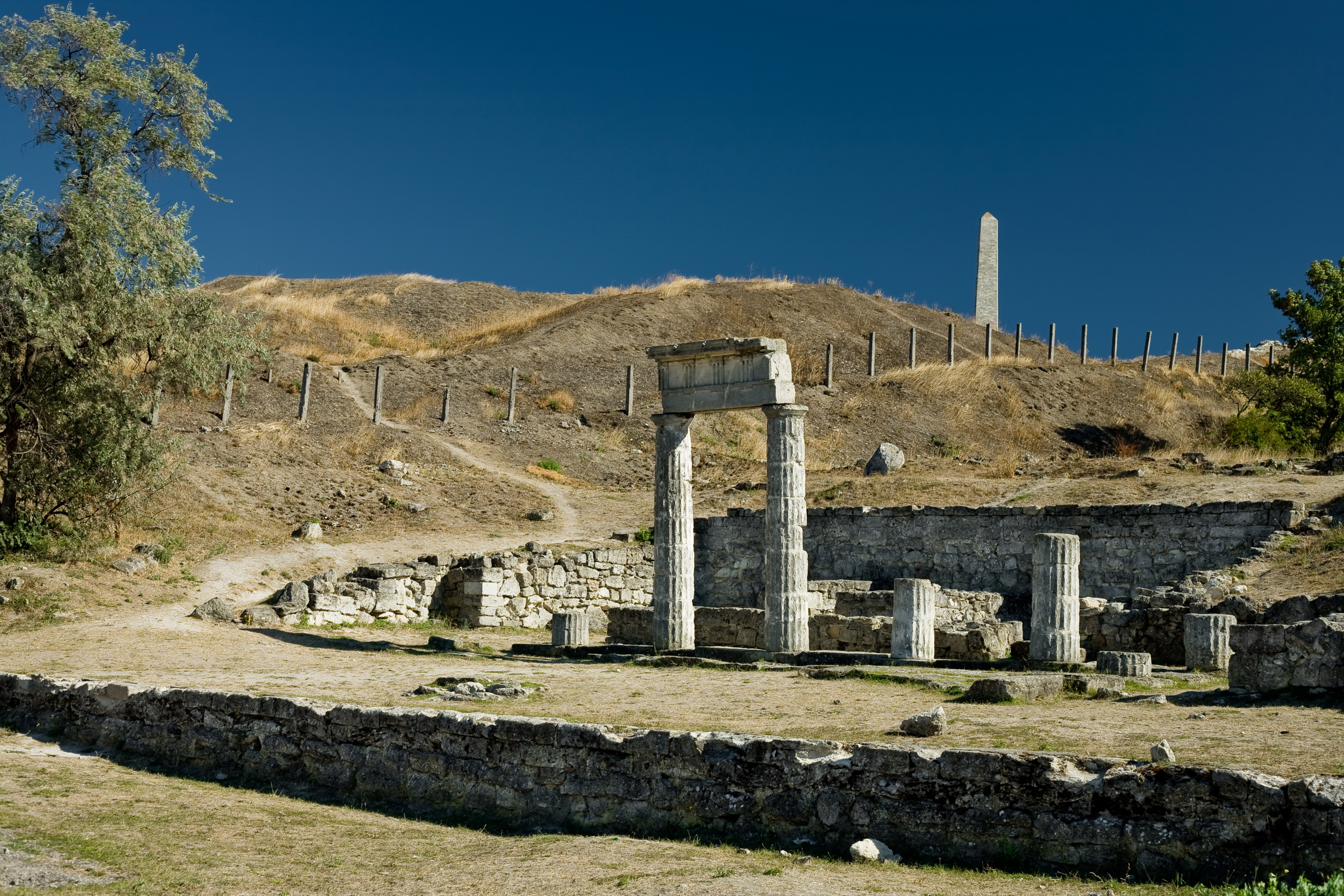
El pritaneu de Panticapea,

La primera colònia grega, Panticapea (grec antic: Παντικάπαιον, Pantikápaion), fundada a finals del segle vii aC o principis del segle vi aC, va ser establerta com una apoikia de Milet (és a dir, una veritable colònia i no un mer port comercial). Aquesta important ciutat estava situada al mont Mitrídates en costat occidental del Bòsfor Cimmèric, a l'actual ciutat de Kertx. Durant els primers segles d'existència de la ciutat van predominar les importacions gregues: terrisseria, terracota i objectes de metall, probablement de tallers de Rodes, Corint, Samos i Atenes (s'ha trobat abundants vasos d'un estil atenès anomenat «estil Kertx»). La producció local, que seguia aquests models, s'utilitzava al mateix temps. La terrisseria local imitava els bols hel·lenístics coneguts com a «estil gnathia», així com els bols de Mègara. La ciutat va encunyar monedes de plata a partir del segle v aC i monedes d'or i bronze a patir del segle iv aC. En la seva màxima extensió va arribar a ocupar 100 hectàrees.
Altres colònies de Milet al costat de Crimea del Bòsfor Cimmèric incloïen Teodòsia, Cimmèricon, Tiritace i Mirmeci.

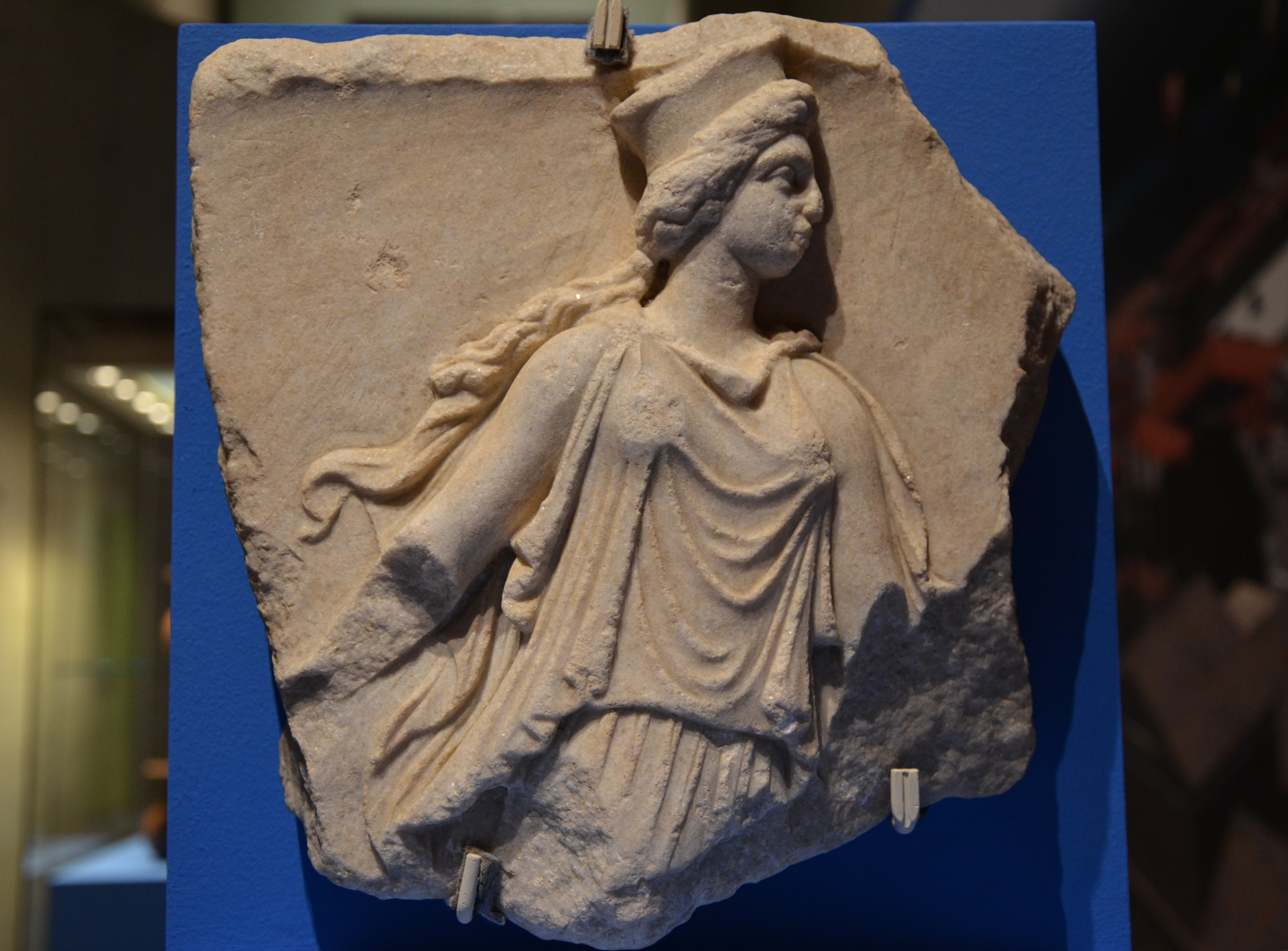
Fragment d'un relleu de marbre mostrant a Persèfone,, de Panticapea

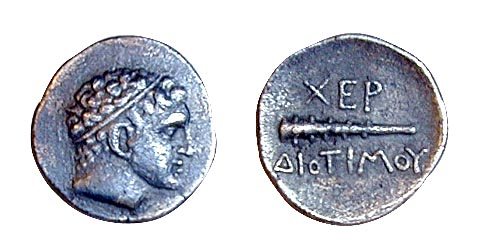
Moneda grega de Quersonès mostrant a Diòtim amb la diadema reial, mostrant a l'exerg la inscripció ΧΕΡ ΔΙΟΤΙΜΟΥ,

Teodòsia (grec antic: Θεοδοσία, Theodosía), actualment Feodòssia, va ser fundada al segle vi aC d'acord amb l'evidència arqueològica. El seu primer registre històric està en la resistència enfront dels atacs de Sàtir I, governant del Regne del Bòsfor, al voltant del 390 aC. El seu successor Leucó I la va transformar en un important port per al transport de blat a Grècia, especialment a Atenes.Cimmèricon (grec antic: Κιμμερικόν, Kimmerikón) va ser fundada al segle v aC a la costa meridional de la península de Kertx, en el vessant occidental del mont Opuk, al voltant de 50 km al sud-oest de Panticapea. El seu nom es pot referir a un assentament cimmeri anterior en el mateix lloc. Cimmèricon es va convertir en un important bastió en la defensa del Regne del Bòsfor davant els escites.
Tiritace (grec antic: Τυριτάκη, Tiritáke) estava situada a la part oriental de Crimea, al voltant de 11 km al sud de Panticapea. Sol identificar-se amb les ruïnes del districte de Kamysh-Burun (Arshintsevo) a Kertx, a la costa del Bòsfor Cimmèric. Només hi ha unes poques mencions sobre Tiritace a les fonts antigues. Els projectes arqueològics han establert que la colònia, fundada a mitjans del segle vi aC, estava especialitzada en l'artesania i la viticultura. En els primers segles, la pesca i la producció de vi es van convertir en la principal activitat econòmica de la ciutat.

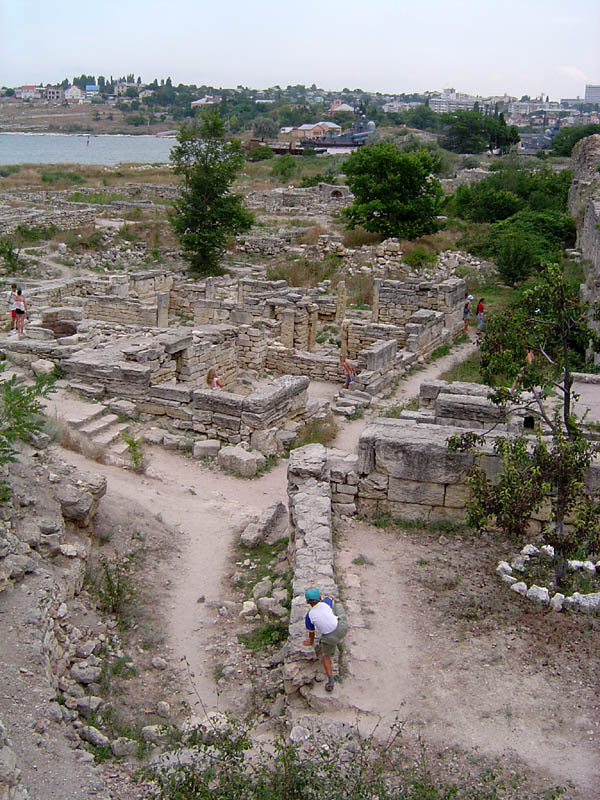
Excavacions de la polis Quersonès, Crimea

Mirmeci (grec antic: Μυρμήκιον, Mirmékion) estava situada a la costa del Bòsfor Cimmèric, 4 km al nord de Panticapea. Va ser fundada a mitjans del segle vi aC com una polis independent, que aviat es va convertir en la més rica de la regió. Al segle v aC, la ciutat es va especialitzar en la producció de vi i va encunyar la seva pròpia moneda. Estava envoltada per muralles de 2,5 metres de gruix.
Nimfèon (grec antic: Νύμφαιον, Nýmphaion) va ser fundada per colons de Samos, els rivals de Milet, entre el 580 i el 560 aC. Estava situada al voltant de 14 km al sud de Panticapea. No hi ha evidència arqueològica de presència escita anterior a la fundació de la ciutat. La ciutat va produir la seva pròpia moneda i va prosperar en el període de l'antiguitat clàssica pel seu control del comerç de cereals. Atenes va triar Nimfèon com la seva principal base militar a la regió c. 444 aC, i Giló, l'avi matern de Demòstenes, es va veure subjecte al desterrament d'Atenes sota el càrrec d'haver traït a Nimfèon durant la Guerra del Peloponnès. Va ser annexionada al Regne del Bòsfor a finals del segle.
Al segle v aC, els doris d'Heraclea Pòntica, de la costa de la mar Negra d'Anatòlia, van fundar el port naval de Quersonès (grec antic: Χερσόνησος, Khersónēsos) al sud-oest de Crimea (als afores de l'actual Sebastòpol). Era una ubicació amb bons ports d'aigües profundes localitzat en la vora del territori dels tauri indígenes. Durant la major part del període clàssic, Quersonès va ser una democràcia governada per un grup de arconts electes i un consell anomenat Demiürg. Amb el pas del temps el govern es va tornar més oligàrquic, amb el poder concentrat en mans dels arconts. Fins a mitjans del segle iv aC, Quersonès va romandre com una ciutat petita. Llavors va expandir les seves terres cap al nord-oest de Crimea, incorporant la colònia de Cercínites i construint nombroses fortificacions. El 2013, Quersonès va ser declarada Patrimoni de la Humanitat.
Cercínites (grec antic: Κερκινίτης, Kerkinitis) és la colònia més antiga al nord-oest de Tàurica, localitzada prop de l'actual Ievpatòria. Va ser fundada al voltant del segle vi - v aC, possiblement per doris d'Heraclea Pòntica, o per alguna altra ciutat estat jònica desconeguda. Fins a mitjans del segle iv aC la ciutat va ser una petita ciutat estat independent, abans de ser incorporada a la ciutat estat de Quersonès. Al segle ii aC, Cercínites va ser capturada pels escites, però més tard va ser represa en la segona campanya de Diofant. D'acord amb les troballes arqueològiques, la ciutat va perviure fins al segle ii - iii aC.

## En la mitologia

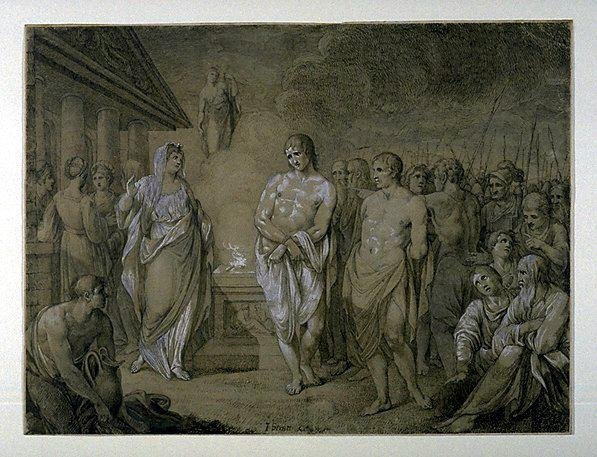
Orestes i Pílades arribant davant d'Ifigenia, de Joseph Strutt

D'acord amb la mitologia grega, Crimea és el lloc on va ser enviada Ifigenia després que la deessa Àrtemis la rescatés del sacrifici humà que el seu pare anava a realitzar. Àrtemis va portar a la jove princesa a la península, on es va convertir en sacerdotessa del temple d'Àrtemis. Allí va ser forçada pel rei tauri Toant a sacrificar qualsevol estranger que trepitgés la seva terra.
D'acord amb els historiadors, els tauri eren coneguts pels seus rituals salvatges i per la pirateria, i van ser també els primers pobladors de la península. La terra de Tauris i els seus presumptes costums de matar grecs van ser descrites per Heròdot en les seves Històries, llibre IV, 99-100 i 103.